# Chiesa di San Benedetto (Cortona)
La chiesa di San Benedetto, già chiesa del Santissimo Sacramento, è un edificio di culto cattolico sito a Cortona, in provincia di Arezzo.

## Storia
La chiesa (XV secolo), nel 1650 venne affidata alla Compagnia di San Giovanni Evangelista, sostituita dai Padri Scolopi che nel 1722 la ricostruirono a pianta ellittica in una scenografica posizione.

## Descrizione
La compatta muratura, priva dell'originario intonaco, presenta tre finestroni fortemente strombati e senza cornice, ai quali si aggiunge il quarto collocato come cimasa sopra il portone d'ingresso, il cui architrave è sorretto da due consistenti mensole.
L'interno è ricco di decorazioni: quattro lesene in stucco dipinto a finto marmo spartiscono la superficie muraria e, interrotte da un'alta trabeazione, si trasformano nelle costolature della copertura a padiglione. Nell'altare centrale è collocata la eicentesca statua del Cristo flagellato.